# La vela strappata
La vela strappata (Canvas) è un film drammatico del 2006 diretto da Joseph Greco, che vede protagonisti Joe Pantoliano, Marcia Gay Harden e il giovane Devon Gearhart.